# Sebastian (Texas)
Sebastian és una concentració de població designada pel cens dels Estats Units a l'estat de Texas. Segons el cens del 2000 tenia 1.864 habitants.

## Demografia
Segons el cens del 2000, Sebastian tenia 1.864 habitants, 535 habitatges, i 438 famílies. La densitat de població era de 431 habitants/km².
Dels 535 habitatges en un 44,7% hi vivien nens de menys de 18 anys, en un 59,8% hi vivien parelles casades, en un 17,8% dones solteres, i en un 18,1% no eren unitats familiars. En el 17,8% dels habitatges hi vivien persones soles el 9,5% de les quals corresponia a persones de 65 anys o més que vivien soles. El nombre mitjà de persones vivint en cada habitatge era de 3,48 i el nombre mitjà de persones que vivien en cada família era de 3,97.
Per edats la població es repartia de la següent manera: un 34,5% tenia menys de 18 anys, un 12% entre 18 i 24, un 25,3% entre 25 i 44, un 18,9% de 45 a 60 i un 9,4% 65 anys o més.
L'edat mediana era de 28 anys. Per cada 100 dones de 18 o més anys hi havia 92,9 homes.
La renda mediana per habitatge era de 20.179 $ i la renda mediana per família de 24.732 $. Els homes tenien una renda mediana de 18.854 $ mentre que les dones 13.977 $. La renda per capita de la població era d'11.934 $. Aproximadament el 22,6% de les famílies i el 26,8% de la població estaven per davall del llindar de pobresa.

## Poblacions properes
El següent diagrama mostra les poblacions més properes.